# James C. Shannon
James Coughlin Shannon (* 21. Juli 1896 in Bridgeport, Connecticut; † 6. März 1980) war ein US-amerikanischer Politiker der Republikanischen Partei.
Während des Ersten Weltkrieges diente Shannon als Kampfpilot in der US Army. Nach seinem Bachelor-Abschluss an der Georgetown University 1918 studierte er die Rechtswissenschaften an der Law School in Yale. Seinen Bachelor of Laws erwarb er 1921. In der Folge arbeitete er ab 1923 als Staatsanwalt in seiner Heimatstadt Bridgeport. Von 1931 bis 1935 war er als Richter am Jugendgericht von Bridgeport tätig. Von 1939 bis 1948 war er Anwalt der Facharbeitergewerkschaft AFL für den Staat Connecticut.
Politisch betätigte sich Shannon ab 1947, als er Vizegouverneur von Connecticut wurde. James L. McConaughy, zu diesem Zeitpunkt Gouverneur, starb am 7. März 1948, sodass Shannon am selben Tag in dieses Amt aufrückte. In diesem Jahr war er auch Delegierter zur Republican National Convention in Philadelphia. Während seiner Amtszeit wurde ein Gesetz zur Anhebung der Pensionsbezüge erlassen. Es gelang ihm zudem, Reformmaßnahmen in der staatlichen Gesetzgebung durchzusetzen. Trotz dieser politischen Erfolge blieb ihm die Wiederwahl verwehrt: Er unterlag dem Demokraten Chester Bowles mit weniger als 2700 Stimmen Unterschied, woraufhin er am 5. Januar 1949 aus dem Amt schied.
Nach seiner Amtszeit als Gouverneur kehrte Shannon in den juristischen Bereich zurück. Von 1953 bis 1966 war er Richter am Obersten Gerichtshof von Connecticut.